# Городище (Брянск)
Городи́ще — упразднённый посёлок городского типа (ранее село) в Брянском районе Брянской области России. Включён в черту города    
Брянск в 1956 году.  В настоящее время находится в центральной части города; на правом берегу Десны, напротив устья Болвы. 

## География
Городище вытянуто по высокому правому берегу Десны с северо-запада на юго-восток более чем на 3 км, от нынешнего студгородка БГУ до памятника болгарским патриотам. Центральная улица — Бежицкая — является важнейшей магистралью, связывающей Советский и Бежицкий районы города. Практически на всём протяжении однополосная, расширяется до 2-х полос в каждых направлениях на Городищенской горке. Административная граница районов пролегает между домами 124 и 126 по чётной стороне и 91 и 91а по нечётной.
У подножия Городища раскинулся обширный пойменный луг, на берегах есть несколько диких пляжей. С юга село ограничено территорией Старого аэропорта — заброшенное взлётно-посадочное поле в самом центре Брянска. Летом 2014 был дан старт комплексной застройке аэропорта. Также недалеко от него, на въезде в Городище по улице Объездной, которая, как и Бежицкая, является главной связующей транспортной артерией Советского и Бежицкого районов, в 2013 был возведён крупнейший в Брянской области торгово-развлекательный центр «Аэро парк».

### Уличная сеть
Основные улицы
- Бежицкая
- Объездная
- Плодородная
- Городищенская
- Фабричная
- Деснинский Спуск
- улица 1-й Пятилетки
- улица 9-го Мая
- переулок 9-го Мая
- Городищенский переулок
- 1-й Городищенский переулок
- 2-й Городищенский переулок

## История
В конце X века, во время завоевательных походов киевских князей Святослава и Владимира в земли северян, на территории будущего села Городище была сооружена деревянная крепость, ныне известная как археологический памятник Чашин курган. В настоящее время Чашин курган принято считать первоначальным местом основания города Брянска, который в XIII веке якобы был перенесён на 5 км ниже по течению Десны — на Покровскую гору, где был построен Брянский кремль. Также существует версия о соотнесении Чашина кургана с летописным городом Оболовь, достоверное местонахождение которого доныне не установлено.
В XIII веке (предположительно, в ходе татаро-монгольского нашествия) крепость на Чашином кургане и окружавший её посад были полностью уничтожены. Современное поселение, под названием «Городище», возникло не позднее XVI века; до секуляризации являлось вотчиной Брянского Петропавловского монастыря.
Приход Благовещенской церкви села Городище упоминается с начала XVII века; последнее деревянное здание храма было построено в 1824 году (действовал до 1931, не сохранился). В XIX веке в селе работал лесопильный завод и паровая мельница. В 1888 году была открыта земская школа. С конца XIX века росту села способствовало его расположение между Брянском и Бежицей — крупными промышленными центрами.

### Административно-территориальная принадлежность
В XVII—XVIII вв. село входило в состав Подгородного стана Брянского уезда; с 1861 по 1924 в Супоневской волости Брянского (с 1921 — Бежицкого) уезда; затем в составе Бежицкой волости, с 1929 в Брянском районе. В 1934 году включено в состав города Бежицы; в 1949 вновь временно выделено в самостоятельный населённый пункт — посёлок городского типа. С 1956 года в черте г.Брянска.

## Население
| Годы      | 1866 | 1878 | 1897 | 1926 |
| --------- | ---- | ---- | ---- | ---- |
| Население | 586  | 642  | 1789 | 2411 |

## Известные жители, уроженцы
- Ковалёв, Венедикт Ефимович (1915—1941) — лётчик, Герой Советского Союза.
- Волков, Александр Александрович (1951—2017) — президент Удмуртской Республики.

## Достопримечательности
Чашин курган. К нему можно пройти по улице Деснинский Спуск, на развилке свернув направо и пройдя около двухсот пятидесяти метров мимо кладбища. На курган перекинут металлический мост, установленный в нулевых годах. До этого его заменял непрочный деревянный. Имеется проход и с Фабричного переулка, где, спустившись по асфальтированной улице к оврагу, можно свернуть на тропинку, пролегающую по краю обрыва и огибающую его с юго-западной стороны.

## Транспорт
Через Городище осуществляется интенсивное автотранспортное сообщение между крупнейшими районами Брянска — Советским и Бежицким.
Движение общественного транспорта осуществляется по Бежицкой и Объездной улицам:
- троллейбусы №5, 6, 12, 14 (в скором времени: 3);
- автобусы № 11, 22, 25, 31, 48;
- маршрутные такси (более 20 маршрутов)

## Галерея

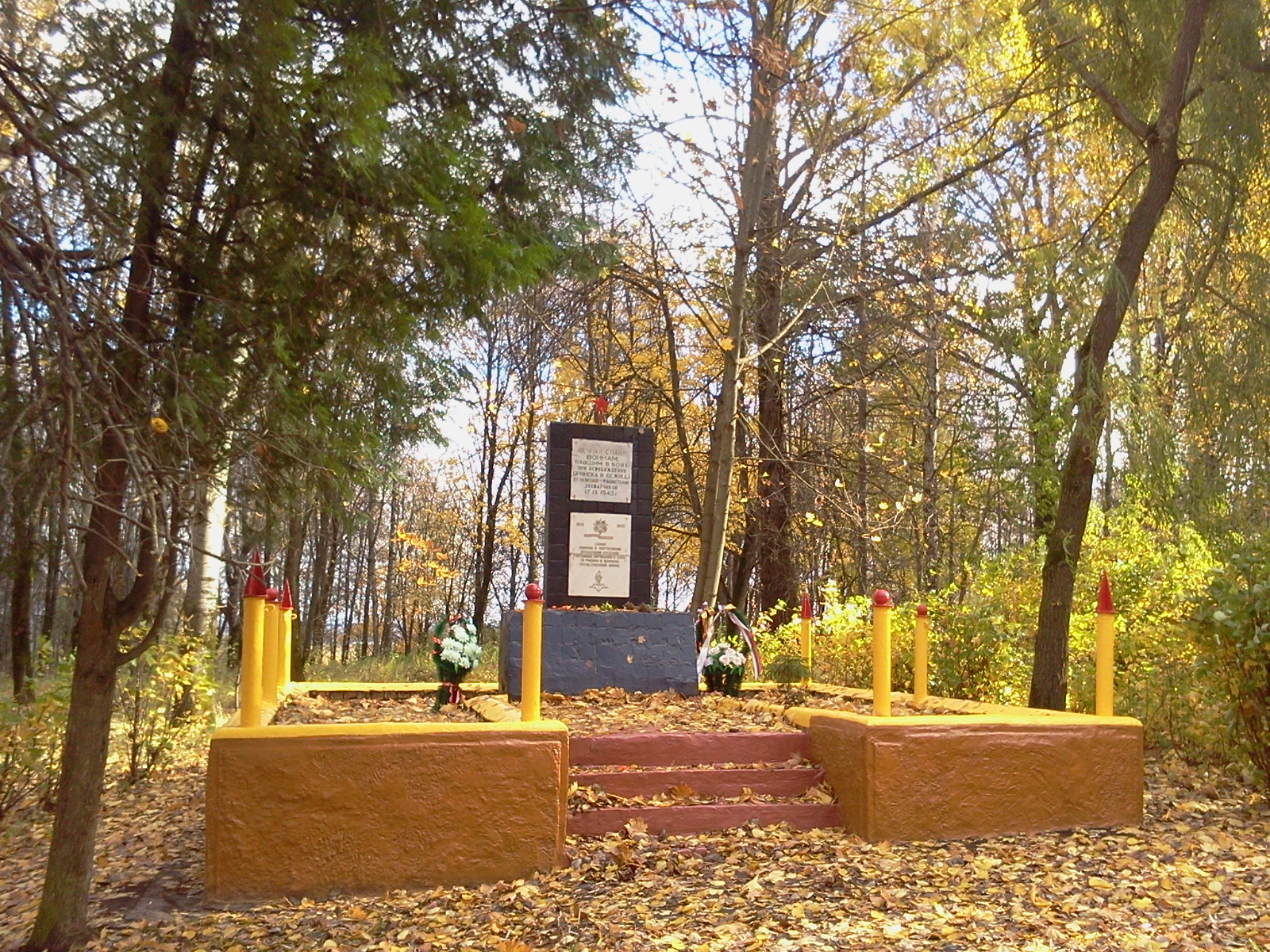
Братская могила советских воинов
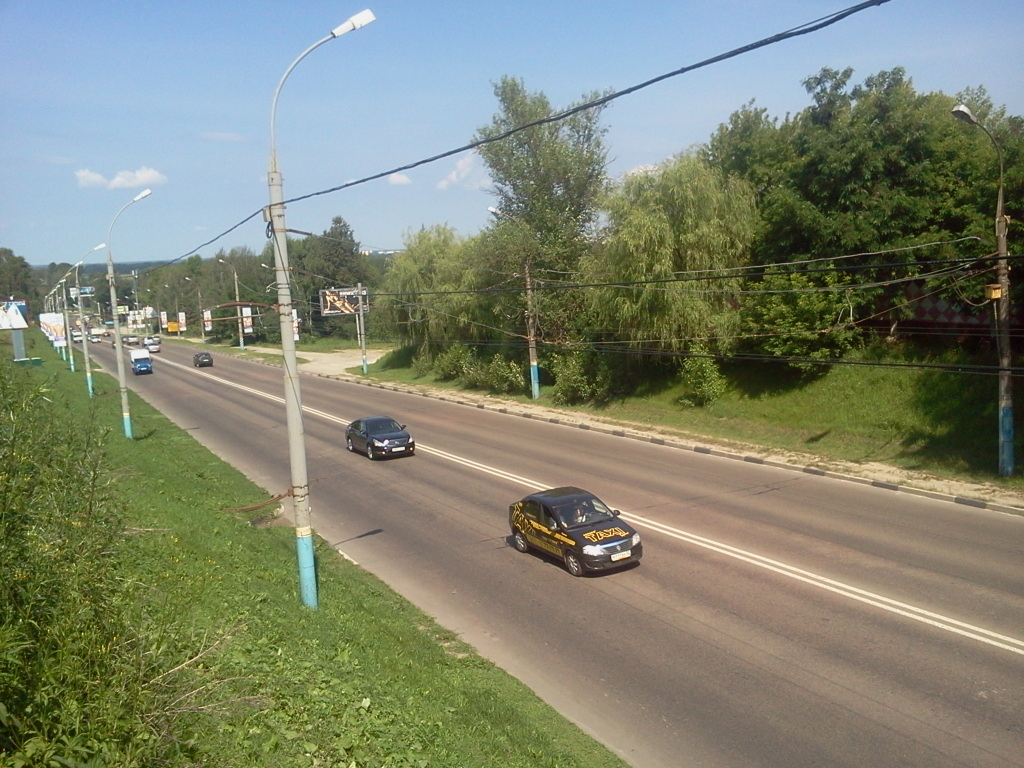
Бежицкая улица, "Городищенская горка"
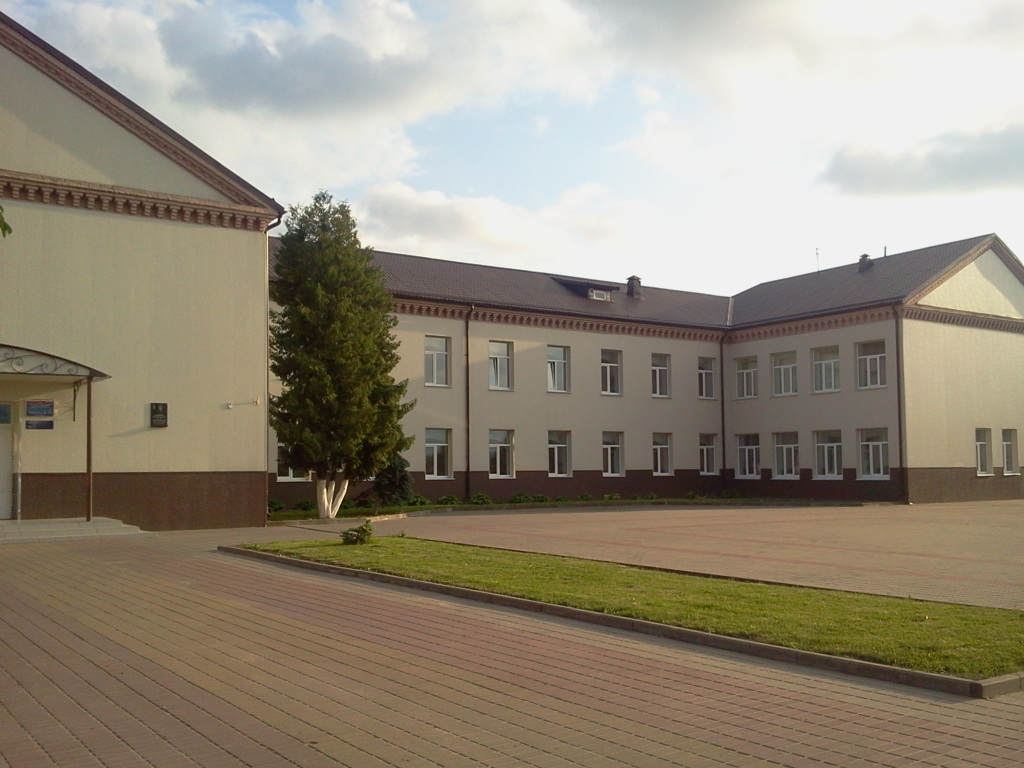
Школа №20
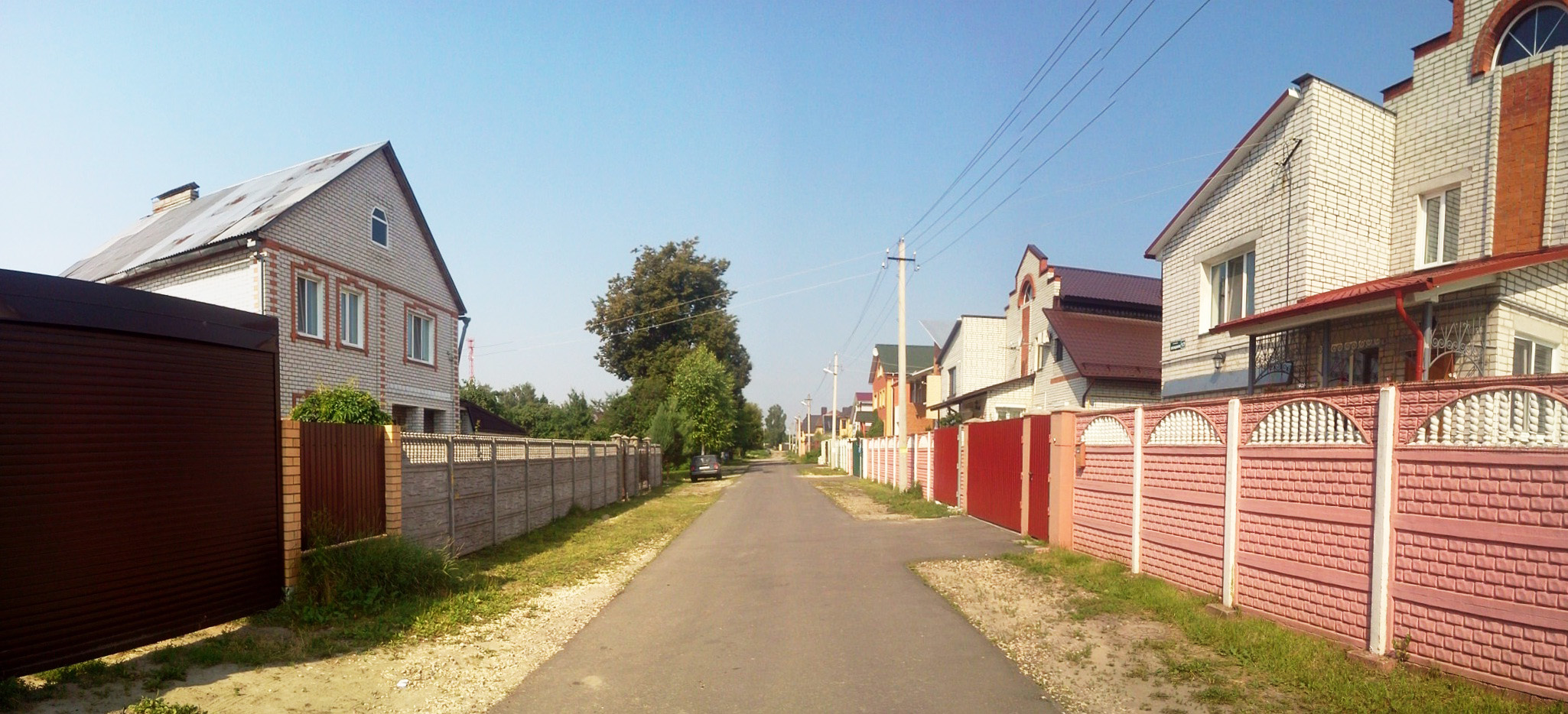
Улица Созидания
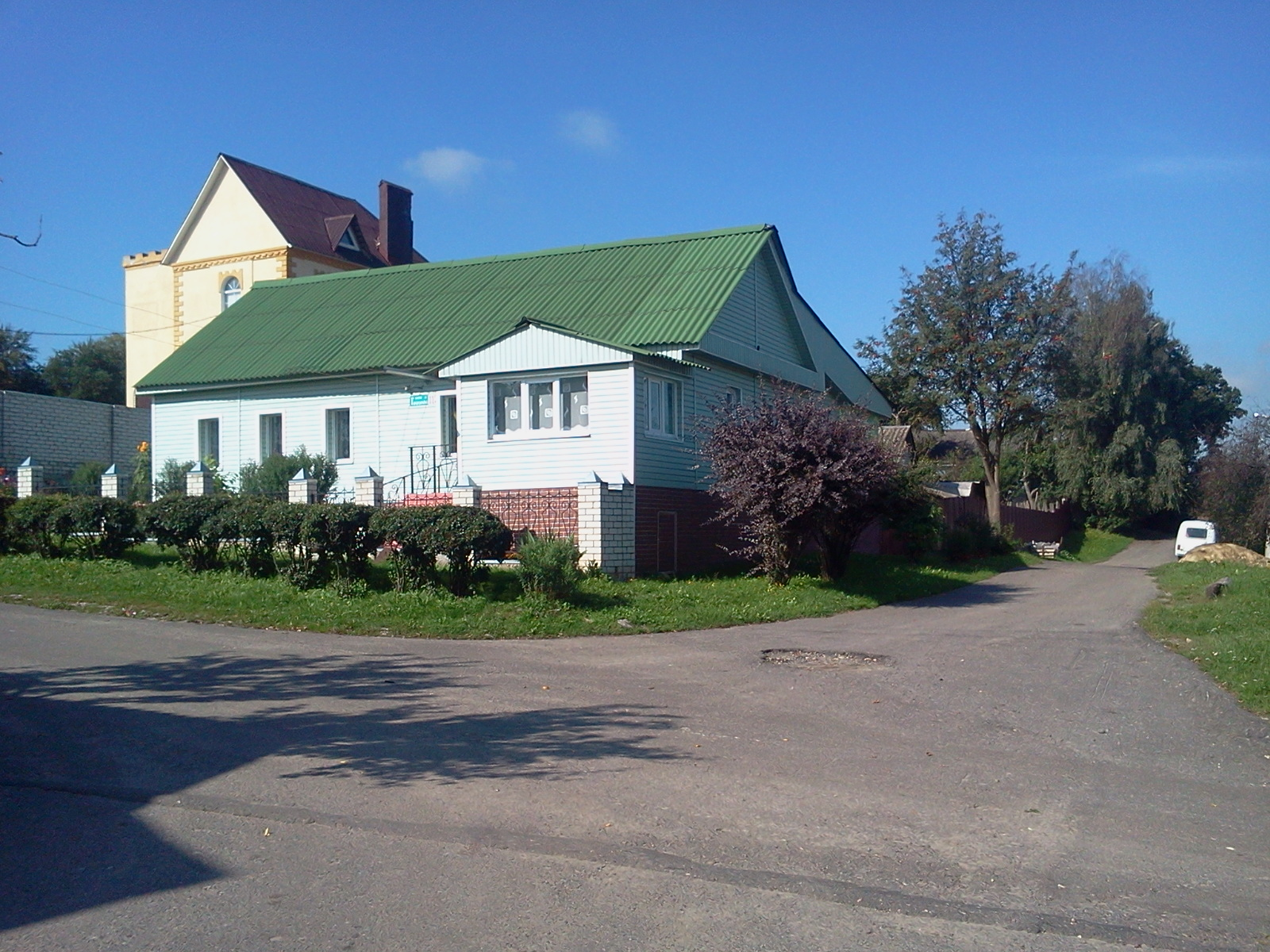
1-й Городищенский переулок
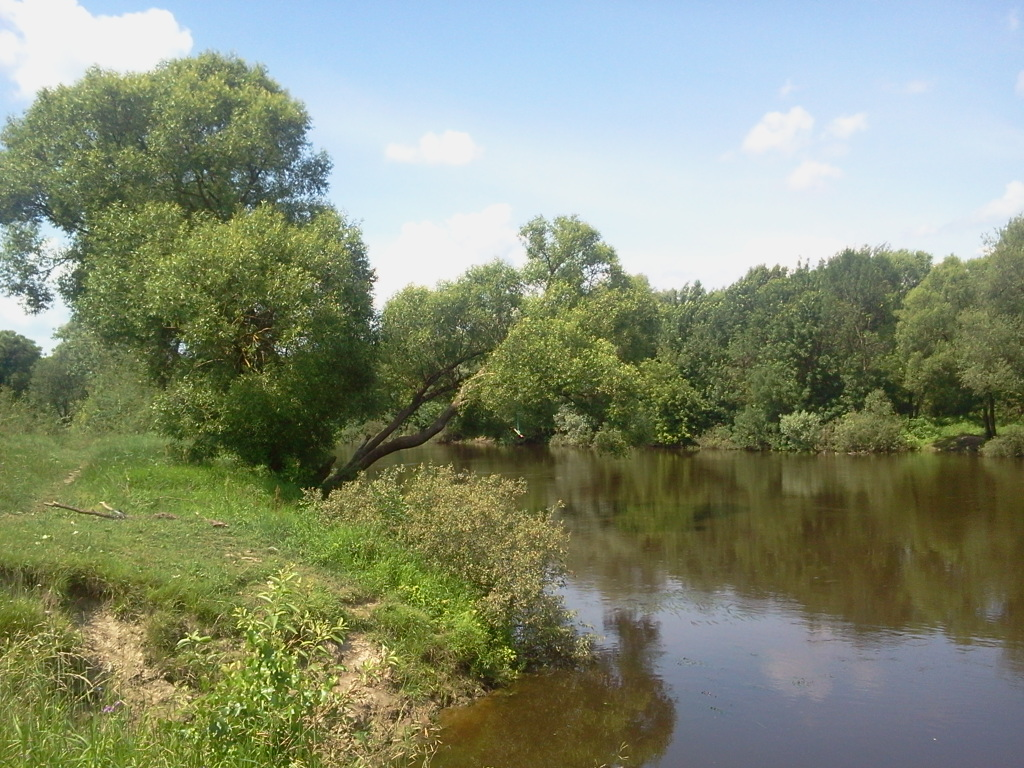
Берег Десны в районе Городища
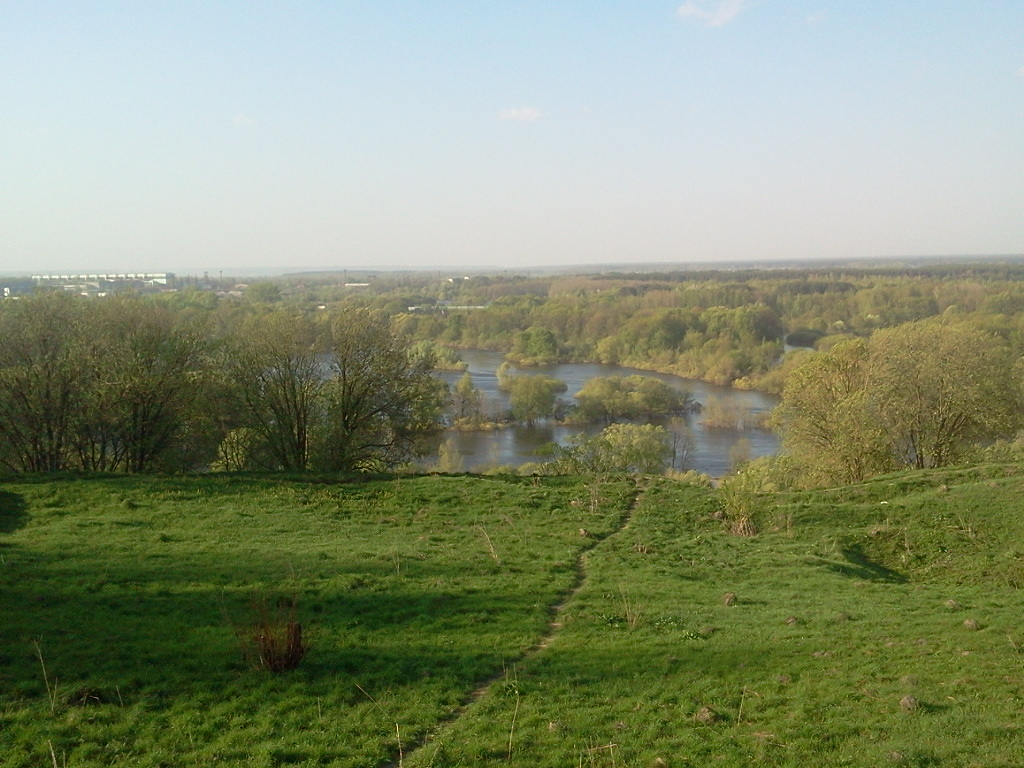
Чашин Курган весной 2012 года
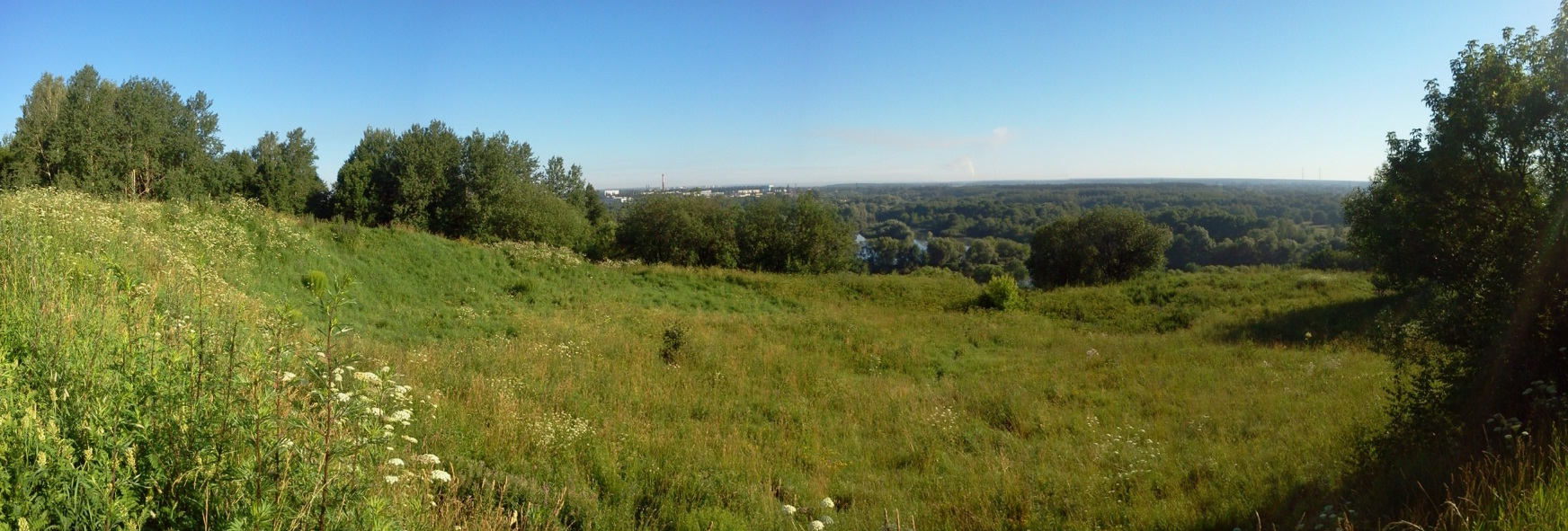
Панорама Чашина Кургана
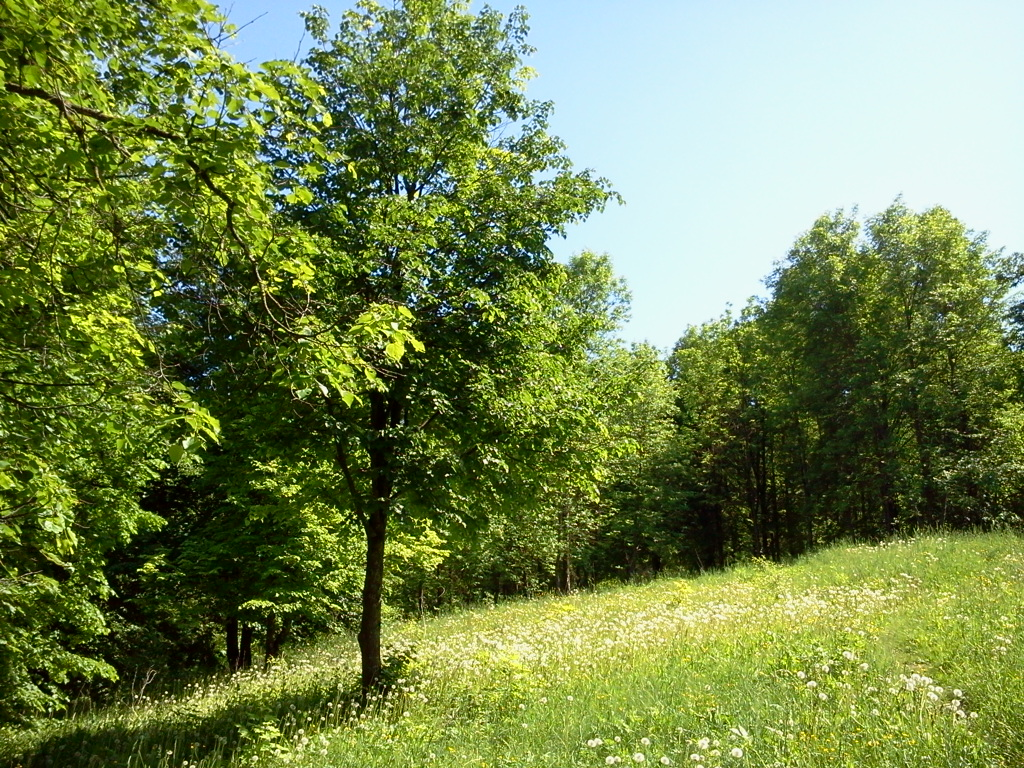
Зелёный уголок Городища